# نووا هرادتشنا
نووا هرادتشنا (به چکی: Nová Hradečná) یک منطقهٔ مسکونی در جمهوری چک است که در ناحیه اولومووتس واقع شده‌است.
 نووا هرادتشنا ۱۱٫۳۹ کیلومتر مربع مساحت و ۸۱۶ نفر جمعیت دارد و ۲۷۵ متر بالاتر از سطح دریا واقع شده‌است.